# 三民路 (桃園區)
三民路為台灣桃園市桃園區的重要幹道之一，全線共分為三段，大致呈C字形環繞桃園市區，雙向四車道。北起龜山區萬壽路二段（台1甲線），南抵介壽路口。全線除萬壽路二段至長壽路口外，均編入省道系統，長壽路至中山路口編為台1線，春日路口至介壽路口編為台4線，永安路口至中山路口為台1線、台4線共線路段，春日路口至永安路口為台1線、台4線、市道110號共線路段。
三民路屬桃園市區外環道路，串聯介壽路、復興路、中山路、永安路、中正路、春日路、成功路等主要道路，每日通勤車流量眾多。

## 沿線景觀
|                                                                                                   |                                                                                    |
| - 一段 - 桃園巨蛋 - 桃園市議會 - 桃園國民運動中心 - 三民運動公園 - 二段 - 朝陽森林公園 - 青溪公園 | - 三段 - 民族公園 - 市立成功國小 - 市立桃園國中 - 南門市場 - 桃園慈護宮 - 三民陸橋 |